# Dyspteris deminutaria
Dyspteris deminutaria là một loài bướm đêm trong họ Geometridae.